# Panteleimonkerk (Sint-Petersburg)
De Panteleimonkerk, of, zoals de kerk voluit heet, de kerk van de Heilige Grote Martelaar en Heler Panteleimon (Russisch: церковь святого великомученика и целителя Пантелеимона), is een Russisch-orthodox kerkgebouw in Sint-Petersburg. Het gebouw is een architectonisch monument uit de 18e eeuw in de stijl van de barok.
De kerk gaf de naam aan de nabijgelegen brug over de Fontanka en vroeger ook aan de tegenwoordig geheten Oelitsa Pastelja, de straat die loopt vanaf de rivier naar de Transfiguratiekathedraal.

## Geschiedenis
In 1718 gelastte Peter de Grote een kapel te bouwen voor het personeel van de scheepswerf bij de Zomertuin, een groot park in het centrum van de stad dat in de jaren 1704-1719 werd aangelegd. De houten kapel werd opgericht ter nagedachtenis van de grote Russische overwinning op Zweden bij twee zeeslagen in 1714 (zeeslag bij Hanko) en 1720 (de slag bij de Åland-eilanden) tijdens de Grote Noordse Oorlog. Beide overwinningen vielen op de feestdag van de heilige Panteleimon. In de jaren 1735-1739 werd de houten kapel vervangen door de huidige kerk. De kerk werd in de jaren 1836-1835 vernieuwd in de stijl van het classicisme. De laatste uitbreidingen aan het gebouw vonden in 1895-1896 plaats.

## Sovjet-periode
Vanaf 1922 werd de kerk overgenomen door de Levende Kerk. De kerk werd op last van de autoriteiten op 9 mei 1936 gesloten voor de eredienst. In de jaren 30 waren er plannen om de kerk geheel te slopen, maar deze plannen werden uiteindelijk niet uitgevoerd. In plaats daarvan werd het gebouw overgedragen aan een fabriek. Sinds 1980 huisvestte het Geschiedenis Museum in de voormalige kerk een tentoonstelling over de zeeslagen. Het kerkinterieur overleefde de anti-religieuze tijd niet. Alleen het in de kerk zeer vereerde icoon van de heilige Panteleimon bleef behouden.

## Heropening
De kerk werd in 1991 teruggegeven aan de Russisch-orthodoxe kerk. De eerste vieringen sinds de sluiting in 1936 vonden in 1995 plaats. Vanaf 2002 werden er restauraties uitgevoerd aan de koepel en de gevels. In 2007 werd begonnen met de beschildering van het interieur.